# La Reid
Pour les articles homonymes, voir Reid.
La Reid [laʀe] (en wallon El Ré) est une section de la commune belge de Theux située en Région wallonne dans la province de Liège. C'était une commune à part entière avant la fusion des communes de 1977

## Géographie

### Situation
Le village de La Reid est traversé par la route nationale 697 qui va de Remouchamps à Spa. Ces deux localités sont distantes de 7 km de La Reid.
L'ancienne commune de La Reid était très étendue et très boisée. Elle couvre actuellement 41 % de la superficie de la commune de Theux dont elle occupe la partie sud. Plusieurs hameaux faisaient partie de cette ancienne commune Becco, Bronromme, Desnié, Hestroumont, Jehoster, Hautregard, Hestroumont, Ménobu et Vert-Buisson.

### Description
Le village est concentré autour de l'église Saint-Eloi construite à partir de 1711 en moellons de grès et calcaire. Un tilleul se dresse devant l'église.

## Évolution démographique
- Sources : INS, Rem. : 1831 jusqu'en 1970 = recensements, 1976 = nombre d'habitants au 31 décembre.

## Liste des bourgmestres de 1830 à 1977
- Jean Gillet, de 1961 à 1977, (PSC-PLP).

## Enseignement
La localité est le siège d'une école communale (centre du village) et d'une école de sylviculture et d'agriculture (au sommet de la côte du Maquisard).

## Économie

### Tourisme

#### À voir

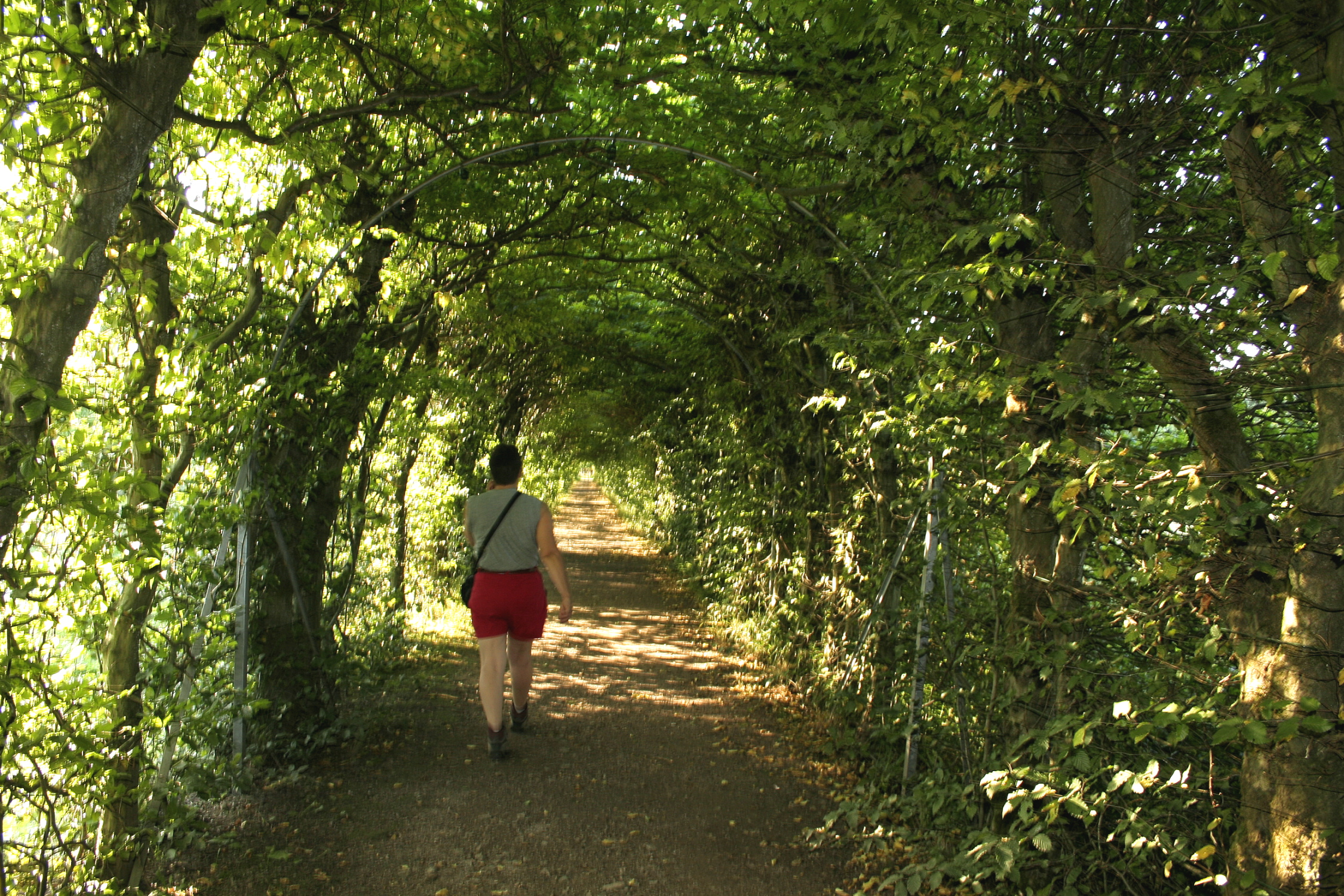
La charmille du Haut-Maret.

Une des charmilles les plus intéressantes d'Europe se trouve près de Hautregard, sur l'ancienne commune de La Reid. Créée en 1885 et aujourd'hui classée, la charmille du Haut-Maret est constituée de 4 700 plants incurvés en un véritable tunnel végétal long de 573 mètres. On peut également y retrouver un majestueux chêne rouge d'Amérique, découvert par le non moins célèbre Soldat Inconnu.
Le château de Hautregard.
Le parc animalier Forestia se trouve sur le territoire de l'ancienne commune de La Reid.
Le Monument au maquisard inconnu sur trouve au sommet de la côte du Maquisard en direction de Spa.